# وس توماس
وس توماس (انگلیسی: Wes Thomas؛ زادهٔ ۲۳ ژانویهٔ ۱۹۸۷) بازیکن فوتبال اهل بریتانیا است.
از باشگاه‌هایی که در آن بازی کرده‌است می‌توان به باشگاه فوتبال ای‌اف‌سی بورنموث، باشگاه فوتبال چلتنهام تاون، باشگاه فوتبال پورتسموث، باشگاه فوتبال گرایس اتلتیک، باشگاه فوتبال روترهام یونایتد، باشگاه فوتبال سوئیندون تاون، باشگاه فوتبال برادفورد سیتی، باشگاه فوتبال گریمزبی تاون، باشگاه فوتبال آکسفورد یونایتد، باشگاه فوتبال بلکپول، باشگاه فوتبال داگنم و ردبریج، باشگاه فوتبال بیرمنگام سیتی، باشگاه فوتبال کراولی تاون، باشگاه فوتبال والتام فورست، و باشگاه فوتبال تاروک اشاره کرد.